# Stefano Bizzotto
Stefano Bizzotto (Bolzano, 19 giugno 1961) è un giornalista, conduttore televisivo e telecronista sportivo italiano.

## Biografia
Figlio di una cancelliera del tribunale di Bolzano e di un portalettere, è sposato con Federica e ha due figli, Alice e Lorenzo.

## Carriera
Inizia la sua carriera nel giugno 1982 presso il quotidiano Alto Adige prima come collaboratore sportivo, poi, assunto, in cronaca di Bolzano. Durante il servizio militare nel 1985, lavora all'ufficio stampa del comando 4º Corpo d'armata alpino e nel 1986 passa a La Gazzetta dello Sport.
Nel 1989 è spesso ospite come esperto di calcio tedesco in Settimana Gol su Italia 1 condotto da Gianluca Vialli.
Attualmente è conduttore e telecronista Rai, dove si occupa di sport internazionale ed in particolare realizza telecronache di calcio internazionale e di vari sport tra cui, tiro al volo, tiro a segno, tuffi, hockey su ghiaccio, sci, slittino, pattinaggio di velocità e short track.
Pur conoscendo poco la disciplina, dopo i campionati mondiali di nuoto 1994 inizia a commentare le gare di tuffi su suggerimento dello stesso capoallenatore dell'epoca. Nel corso degli anni migliora le sue competenze al punto che la sua voce e quella del commentatore tecnico Oscar Bertone sono sempre presenti negli eventi tuffistici, legandosi in particolare alle imprese della concittadina Tania Cagnotto.
Nella seconda metà degli anni novanta inizia a commentare le partite di calcio e, dopo l'abbandono di Bruno Pizzul successivo ai mondiali di calcio in Giappone e Corea del Sud del 2002, si alterna per un breve periodo con Gianni Cerqueti tra le telecronache delle partite della Nazionale A e quelle della Nazionale under-21.
Nel 1998 vince il premio giornalistico "Beppe Viola".
Dal 2003 al 2012 è il telecronista ufficiale delle partite della Nazionale di calcio under 21. Dal 23 novembre 2003 subentra inoltre alla conduzione di Domenica Sprint in sostituzione di Fabrizio Maffei, chiamato alla direzione di RAI Sport.
Con il passaggio dei diritti in chiaro alla Rai, dal 2006 commenta le partite di Champions League alternandosi a Cerqueti.
Nell'ottobre 2008 l'hockey su ghiaccio torna su Rai Sport Più e a Bizzotto viene affidato il commento del campionato di Serie A, della nazionale azzurra e delle partite internazionali. Il livello di conoscenza di questo sport dimostrato da Bizzotto è considerato molto soddisfacente dagli appassionati: l'essere cresciuto a Bolzano, dove l'hockey su ghiaccio è il primo sport cittadino, gli permette di esprimere una grande familiarità con la disciplina. A lui si affianca nel commento tecnico l'ex attaccante Rolly Benvenuti.
La sua voce è legata inoltre alle telecronache delle partite della Germania (pure se a Euro 2020 ha talora lasciato il posto ad altri) e si occupa del calcio tedesco, a partire dalla nazionale sino ad arrivare ai singoli club della Bundesliga. Spesso si occupa anche del resto del calcio estero e del campionato italiano di Serie C. Per molti queste conoscenze sono dovute al fatto che Stefano Bizzotto conosca, oltre al calcio nazionale, la lingua tedesca alla perfezione.
A lui era affidata la sintesi del secondo posticipo, quello delle 20.45, all'interno di Sabato Sprint.
Da novembre 2012 sostituisce Bruno Gentili come telecronista ufficiale della Nazionale di calcio maggiore, commentando tra l'altro la Confederations Cup 2013 e il campionato mondiale di calcio 2014. In questa edizione dei mondiali descrive la vittoria della Germania nella finale contro l'Argentina di Messi. Nelle telecronache delle partite ufficiali della Nazionale Under 21 il suo posto viene rilevato da Alberto Rimedio, il quale prende il posto di Bizzotto, nelle telecronache ufficiali della Nazionale maggiore, dal 4 settembre 2014, col debutto di Conte allenatore, nella partita calcistica amichevole contro i Paesi Bassi, mentre a Bizzotto viene affidato il commento tecnico. A distanza di un anno viene sostituito anche in questa attività da Giovanni Trapattoni. Commenta alcune partite dell'Europeo 2016 affiancato da Roberto Rambaudi e la Supercoppa italiana 2016 Juventus-Milan con Andrea Stramaccioni. Successivamente col ritorno in Rai della Champions League, è nuovamente telecronista di molte partite assieme ad Antonio di Gennaro e alternandosi a Marco Lollobrigida. Nel 2018 ha commentato il secondo di tris di medaglie olimpiche di Arianna Fontana.
Con Antonio di Gennaro commenta la finale di Champions tra Liverpool e Tottenham nel 2019. Nel 2021 commenta alcune partite dell’Europeo affiancato da Katia Serra, con la quale torna a commentare in prima persona la Nazionale italiana dopo sette anni di assenza nella finale della competizione, vinta ai rigori contro l'Inghilterra, a causa della positività al COVID-19 del collega Alberto Rimedio. Nella stessa estate segue sempre per Rai Sport l’Olimpiade di Tokyo e il 10 ottobre è telecronista della finale di UEFA Nations League in coppia con Lele Adani. Con quest’ultimo commenta poi le partite del Mondiale 2022, compresa la finale per il terzo posto tra Croazia e Marocco, oltre alla semifinale di ritorno di Europa League 2022-2023 Bayer Leverkusen-Roma, la finale di UEFA Nations League 2022-2023 e l'andata dei quarti di Europa League 2023-2024 Milan-Roma. Nell'estate del 2023 poi, affiancato da Andrea Stramaccioni, commenta le gare dell’Europeo Under-21; la coppia viene confermata anche per l'Europeo 2024 dove interviene in collegamento anche a Notti europee. Subito dopo segue le Olimpiadi con la telecronaca dei tuffi ed è opinionista in studio per i post partita della Nazionale italiana con la conduzione di Marco Mazzocchi e a La Domenica Sportiva.
Suo è il libro ''Giro del mondo in una Coppa'' edito da il Saggiatore nel 2018, in cui si trovano tanti aspetti e curiosità del calcio di allora e di quello di oggi con le voci dei protagonisti.

## Libri
- Giro del mondo in una Coppa, il Saggiatore, 2018, ISBN 9788842824183.
- Storia del mondo in 12 partite di calcio, il Saggiatore, 2024, ISBN 9788842833628.